# Берка (Верра)
Берка (нем. Berka/Werra) — город в Германии, в земле Тюрингия.
Входит в состав района Вартбург. Подчиняется управлению Берка/Верра. Население составляет 4377 человек (на 31 декабря 2010 года). Занимает площадь 56,93 км². Официальный код — 16 0 63 007.
Город подразделяется на 6 городских районов.